# Oona Sevenius
Oona Sevenius (Nurmijärvi, 28 aprile 2004) è una calciatrice finlandese, attaccante del Rosengård e della nazionale finlandese.

## Carriera

### Club
Cresciuta a Rajamäki, Sevenius inizia a giocare con NJS e PK-35 Vantaa, esordendo nella massima serie finlandese con quest'ultima squadra; in seguito, passa all'HJK, con cui segna 16 gol e sei assist in campionato durante l'annata 2022.
Il 12 gennaio 2023, Sevenius viene ingaggiata a titolo definitivo dal Milan, in Serie A. Fa il suo esordio in massima serie il 26 febbraio seguente, nella gara vinta 4-0 in casa del Como.
Il 29 luglio 2023, viene ceduta in prestito proprio al Como, sempre in Serie A. Segna il suo primo gol con il club lariano il 17 settembre seguente, nella gara di campionato vinta per 2-1 contro il Napoli.
Dopo un inizio di stagione nuovamente in rossonero, e sole due presenze totali, il 23 gennaio 2025 viene acquistata a titolo definitivo dal Rosengård, in massima serie svedese.

### Nazionale
Sevenius inizia ad essere convocata dalla Federcalcio finlandese dal 2019, inizialmente da tecnico federale Pekko Söderström con la formazione under 16 in occasione della doppia amichevole con le pari età della Svezia del 9 e 11 ottobre, per poi essere inserita in rosa da Marko Saloranta, a quel tempo responsabile della nazionale U17, per le qualificazioni all'Europeo di Svezia 2020, scendendo in campo in tutti gli incontri della prima fase e siglando una doppietta nel primo dei tre, la vittoria per 5-1 sull'Estonia, prima che il torneo venisse sospeso dalla UEFA nell'ambito delle restrizioni volte a limitare il propagarsi della pandemia di COVID-19 in Europa.
Nel luglio del 2023 Sevenius riceve la sua prima convocazione con la nazionale maggiore da Marko Saloranta, divenuto intanto commissario tecnico della selezione, in vista delle amichevoli contro Islanda e Scozia. Debutta il 14 luglio seguente, subentrando a Linda Sällström nel recupero della prima partita, vinta per 2-1.
Il 21 febbraio 2024, segna una tripletta nell'amichevole vinta per 4-0 contro le Filippine.

## Statistiche
Statistiche parziali aggiornate al 6 novembre 2024.
| Stagione        | Squadra         | Campionato      | Campionato | Campionato | Coppe nazionali | Coppe nazionali | Coppe nazionali | Coppe continentali | Coppe continentali | Coppe continentali | Altre coppe | Altre coppe | Altre coppe | Totale | Totale |
| Stagione        | Squadra         | Comp            | Pres       | Reti       | Comp            | Pres            | Reti            | Comp               | Pres               | Reti               | Comp        | Pres        | Reti        | Pres   | Reti   |
| --------------- | --------------- | --------------- | ---------- | ---------- | --------------- | --------------- | --------------- | ------------------ | ------------------ | ------------------ | ----------- | ----------- | ----------- | ------ | ------ |
| gen.-giu. 2023  | Milan           | A               | 2          | 0          | CI              | 0               | 0               | -                  | -                  | -                  | -           | -           | -           | 2      | 0      |
| 2023-2024       | Como            | A               | 24         | 4          | CI              | 1               | 1               | -                  | -                  | -                  | -           | -           | -           | 25     | 5      |
| 2024-gen. 2025  | Milan           | A               | 1          | 0          | CI              | 1               | 0               | -                  | -                  | -                  | -           | -           | -           | 2      | 0      |
| Totale Milan    | Totale Milan    | Totale Milan    | 3          | 0          | -               | 1               | 0               | -                  | -                  | -                  | -           | -           | -           | 4      | 0      |
| Totale Carriera | Totale Carriera | Totale Carriera | 27+        | 4+         | -               | 2+              | 1+              | -                  | -                  | -                  | -           | -           | -           | 29+    | 5+     |

### Cronologia presenze e reti in nazionale
| Cronologia completa delle presenze e delle reti in nazionale ― Finlandia | Cronologia completa delle presenze e delle reti in nazionale ― Finlandia | Cronologia completa delle presenze e delle reti in nazionale ― Finlandia | Cronologia completa delle presenze e delle reti in nazionale ― Finlandia | Cronologia completa delle presenze e delle reti in nazionale ― Finlandia | Cronologia completa delle presenze e delle reti in nazionale ― Finlandia | Cronologia completa delle presenze e delle reti in nazionale ― Finlandia | Cronologia completa delle presenze e delle reti in nazionale ― Finlandia |
| Data                                                                     | Città                                                                    | In casa                                                                  | Risultato                                                                | Ospiti                                                                   | Competizione                                                             | Reti                                                                     | Note                                                                     |
| ------------------------------------------------------------------------ | ------------------------------------------------------------------------ | ------------------------------------------------------------------------ | ------------------------------------------------------------------------ | ------------------------------------------------------------------------ | ------------------------------------------------------------------------ | ------------------------------------------------------------------------ | ------------------------------------------------------------------------ |
| 14-7-2023                                                                | Reykjavík                                                                | Islanda                                                                  | 1 – 2                                                                    | Finlandia                                                                | Amichevole                                                               | -                                                                        | 90+6’                                                                    |
| 18-7-2023                                                                | Tampere                                                                  | Finlandia                                                                | 1 – 2                                                                    | Scozia                                                                   | Amichevole                                                               | -                                                                        | 46’                                                                      |
| 22-9-2023                                                                | Turku                                                                    | Finlandia                                                                | 4 – 0                                                                    | Slovacchia                                                               | UEFA Women's Nations League 2023-2024 - 1º turno                         | -                                                                        | 76’                                                                      |
| 27-10-2023                                                               | Helsinki                                                                 | Finlandia                                                                | 3 – 0                                                                    | Croazia                                                                  | UEFA Women's Nations League 2023-2024 - 1º turno                         | -                                                                        | 62’                                                                      |
| 31-10-2023                                                               | Sebenico                                                                 | Croazia                                                                  | 0 – 2                                                                    | Finlandia                                                                | UEFA Women's Nations League 2023-2024 - 1º turno                         | -                                                                        | 62’                                                                      |
| 30-11-2023                                                               | Turku                                                                    | Finlandia                                                                | 6 – 0                                                                    | Romania                                                                  | UEFA Women's Nations League 2023-2024 - 1º turno                         | 1                                                                        | 76’                                                                      |
| 5-12-2023                                                                | Trnava                                                                   | Slovacchia                                                               | 2 – 2                                                                    | Finlandia                                                                | UEFA Women's Nations League 2023-2024 - 1º turno                         | -                                                                        | 72’                                                                      |
| 21-2-2024                                                                | San Pedro del Pinatar                                                    | Finlandia                                                                | 4 – 0                                                                    | Filippine                                                                | Amichevole                                                               | 3                                                                        | 77’                                                                      |
| 24-2-2024                                                                | San Pedro del Pinatar                                                    | Slovenia                                                                 | 0 – 1                                                                    | Finlandia                                                                | Amichevole                                                               | -                                                                        | 74’                                                                      |
| 27-2-2024                                                                | Glasgow                                                                  | Scozia                                                                   | 1 – 1                                                                    | Finlandia                                                                | Amichevole                                                               | 1                                                                        | 46’                                                                      |
| 5-4-2024                                                                 | Oslo                                                                     | Norvegia                                                                 | 4 – 0                                                                    | Finlandia                                                                | Qual. Euro 2025                                                          | -                                                                        | 71’                                                                      |
| 9-4-2024                                                                 | Helsinki                                                                 | Finlandia                                                                | 2 – 1                                                                    | Italia                                                                   | Qual. Euro 2025                                                          | -                                                                        | 63’                                                                      |
| 31-5-2024                                                                | Rotterdam                                                                | Paesi Bassi                                                              | 1 – 0                                                                    | Finlandia                                                                | Qual. Euro 2025                                                          | -                                                                        | 70’                                                                      |
| 4-6-2024                                                                 | Tampere                                                                  | Finlandia                                                                | 1 – 1                                                                    | Paesi Bassi                                                              | Qual. Euro 2025                                                          | -                                                                        | 61’                                                                      |
| 12-7-2024                                                                | Turku                                                                    | Finlandia                                                                | 1 – 1                                                                    | Norvegia                                                                 | Qual. Euro 2025                                                          | -                                                                        | 75’                                                                      |
| 16-7-2024                                                                | Bolzano                                                                  | Italia                                                                   | 4 – 0                                                                    | Finlandia                                                                | Qual. Euro 2025                                                          | -                                                                        | 46’                                                                      |
| 25-10-2024                                                               | Podgorica                                                                | Montenegro                                                               | 0 – 1                                                                    | Finlandia                                                                | Qual. Euro 2025                                                          | -                                                                        | 73’                                                                      |
| 29-10-2024                                                               | Tampere                                                                  | Finlandia                                                                | 5 – 0                                                                    | Montenegro                                                               | Qual. Euro 2025                                                          | -                                                                        | 46’                                                                      |
| 29-11-2024                                                               | Edimburgo                                                                | Scozia                                                                   | 0 – 0                                                                    | Finlandia                                                                | Qual. Euro 2025                                                          | -                                                                        | 62’                                                                      |
| 3-12-2024                                                                | Helsinki                                                                 | Finlandia                                                                | 2 – 0                                                                    | Scozia                                                                   | Qual. Euro 2025                                                          | -                                                                        | 74’                                                                      |
| 21-2-2025                                                                | Stara Pazova                                                             | Serbia                                                                   | 1 – 0                                                                    | Finlandia                                                                | UEFA Women's Nations League 2025 - 1° turno                              | -                                                                        | 76’                                                                      |
| 25-2-2025                                                                | Budapest                                                                 | Ungheria                                                                 | 0 – 1                                                                    | Finlandia                                                                | UEFA Women's Nations League 2025 - 1° turno                              | -                                                                        | 90+3’                                                                    |
| 4-4-2025                                                                 | Novara                                                                   | Finlandia                                                                | 0 – 0                                                                    | Bielorussia                                                              | UEFA Women's Nations League 2025 - 1° turno                              | -                                                                        |                                                                          |
| 8-4-2025                                                                 | Tampere                                                                  | Finlandia                                                                | 3 – 0                                                                    | Ungheria                                                                 | UEFA Women's Nations League 2025 - 1° turno                              | -                                                                        | 87’                                                                      |
| 30-5-2025                                                                | Szeged                                                                   | Bielorussia                                                              | 0 – 3                                                                    | Finlandia                                                                | UEFA Women's Nations League 2025 - 1° turno                              | -                                                                        | 75’                                                                      |
| 3-6-2025                                                                 | Helsinki                                                                 | Finlandia                                                                | 1 – 1                                                                    | Serbia                                                                   | UEFA Women's Nations League 2025 - 1° turno                              | -                                                                        | 79’                                                                      |
| 2-7-2025                                                                 | Thun                                                                     | Islanda                                                                  | 0 – 1                                                                    | Finlandia                                                                | Euro 2025 - 1° turno                                                     | -                                                                        | 66’                                                                      |
| 6-7-2025                                                                 | Sion                                                                     | Norvegia                                                                 | 2 – 1                                                                    | Finlandia                                                                | Euro 2025 - 1° turno                                                     | 1                                                                        | 87’                                                                      |
| 10-7-2025                                                                | Ginevra                                                                  | Finlandia                                                                | 1 – 1                                                                    | Svizzera                                                                 | Euro 2025 - 1° turno                                                     | -                                                                        | 57’                                                                      |
| Totale                                                                   |                                                                          | Presenze                                                                 | 28                                                                       |                                                                          | Reti                                                                     | 6                                                                        |                                                                          |